# Караван-сарай Гуломжон
Карава́н-сара́й Гуломжо́н — памятник культурного наследия, расположенный в историческом центре Бухары (Узбекистан). Включен в национальный перечень объектов недвижимого имущества материального и культурного наследия Узбекистана — находится под охраной государства.
До Бухарской революции 1920 года в нём занимались оптовой торговлей чаем и мануфактурой. В настоящее время в здании располагается ресторан «Адрас».